# Real Betis

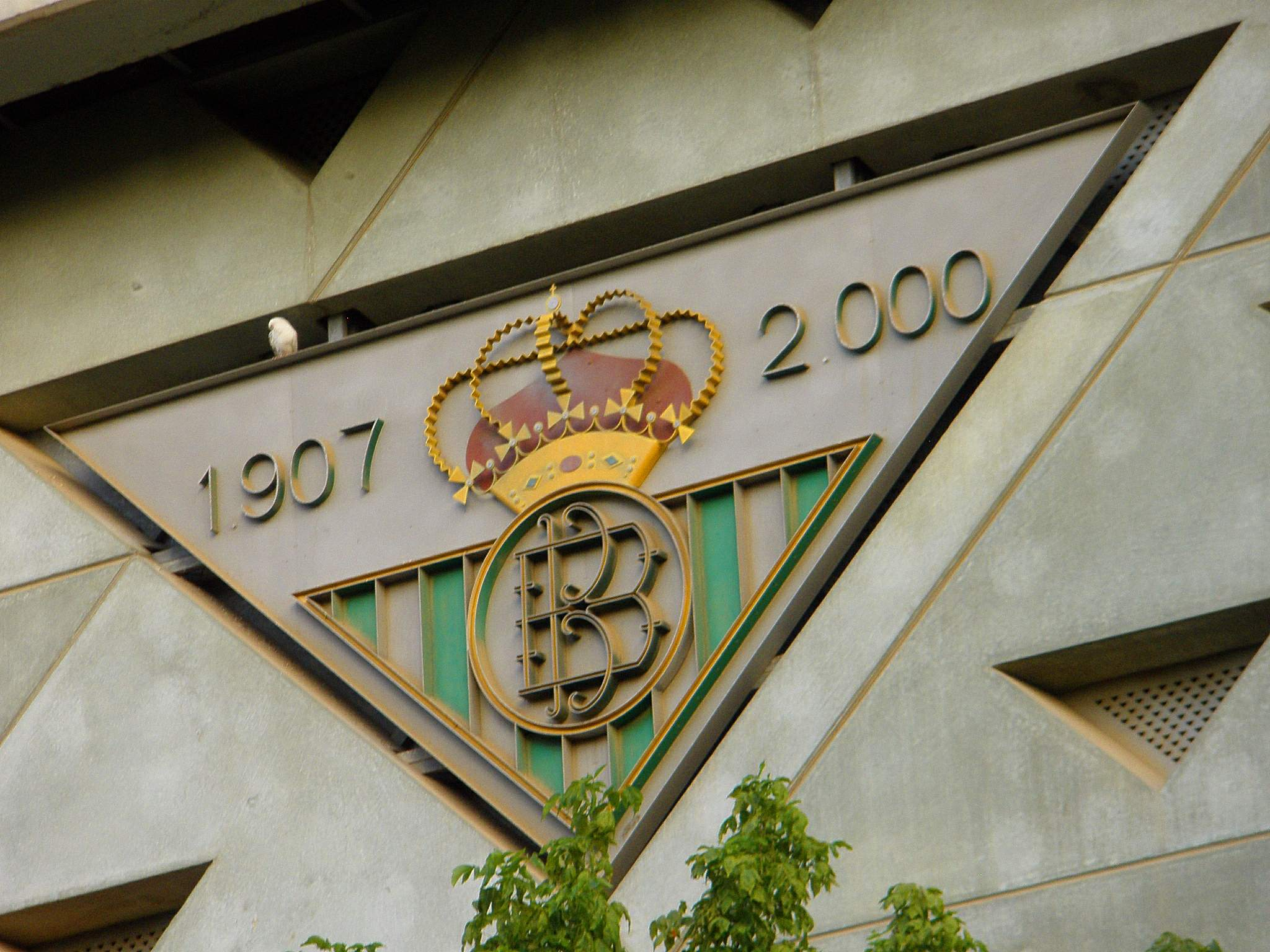
Logo Betis

Real Betis Balompié, beter bekend als Real Betis, is een Spaanse voetbalclub uit de stad Sevilla, uitkomend in de Primera División. De club speelt zijn thuiswedstrijden in het Estadio Benito Villamarín. De stadsderby tegen Sevilla FC geldt als een van de meest beladen duels van Spanje.

## Geschiedenis
Real Betis werd onder de naam Sevilla Balompié in 1907 opgericht door studenten aan de Polytechnische school. Balompié is een letterlijke Spaanse vertaling van voetbal, ‘bal aan voet’. In 1909 werd door afvallige leden van Sevilla FC een derde club opgericht, met de naam Betis. Die naam is afgeleid van de Romeinse naam voor de rivier de Guadalquivir, die door Sevilla stroomt. In 1914 kwamen Balompié en Betis tot een fusie,  die direct al de toevoeging Real kreeg na de koninklijke goedkeuring van Alfonso XIII. Als officiële oprichtingsdatum werd het begin van Balompié aangehouden.
Real Betis Balompié maakte in het seizoen 1932-1933 zijn debuut in de Primera División. Real Betis won viermaal in de geschiedenis een grote prijs: de Spaanse landstitel in 1935 en de Copa del Rey in 1977, 2005 en 2022. In 2005 nam Real Betis als eerste Andalusische club deel aan de UEFA Champions League, al had stadsgenoot Sevilla FC in de jaren vijftig al wel gespeeld in het toernooi om de Europacup I. In 2009 degradeerde Real Betis naar de Segunda División A. Begin september 2010 waren er zodanige problemen dat de club een faillissement aanvroeg. In 2011 kon de club opnieuw promoveren naar de Primera División. Na een zevende plaats in 2012/13 mocht de club opnieuw Europa in en bereikte daar de kwartfinale, die het uitgerekend verloor van aartsrivaal Sevilla FC. Aan het einde van het seizoen werd de club afgetekend laatste en degradeerde na drie jaar topvoetbal opnieuw uit de hoogste klasse. Na 1 jaar weer in de Segunda División A gespeeld te hebben, promoveerden ze door het kampioenschap direct weer naar de Primera División.

## Erelijst
- Primera División: 1935
- Copa del Rey: 1977, 2005, 2022

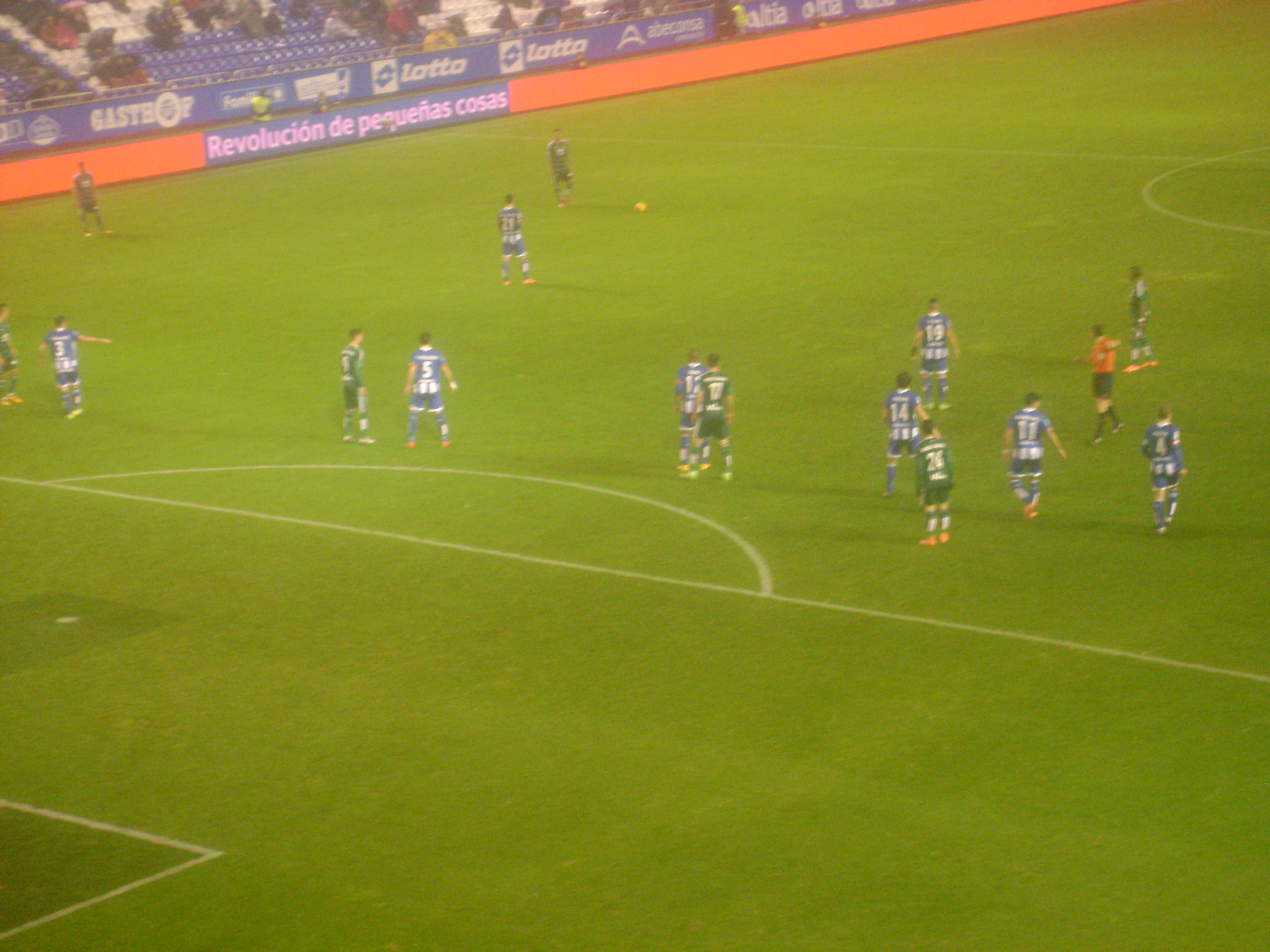
Deportivo de La Coruña vs. Betis.

- Segunda División: 1932, 1942, 1958, 1971, 1974, 2011, 2015
- Tercera División: 1954
- Copa de Andalucia: 1928

## Eindklasseringen (grafisch)
- 1940 11e
Primera División
- 1941 7e
Segunda División
- 1942 1e
Segunda División
- 1943 14e
Primera División
- 1944 7e
Segunda División
- 1945 8e
Segunda División
- 1946 11e
Segunda División
- 1947 14e
Segunda División
- 1948 2e
Tercera División
- 1949 8e
Tercera División
- 1950 3e
Tercera División
- 1951 2e
Tercera División
- 1952 3e
Tercera División
- 1953 5e
Tercera División
- 1954 1e
Tercera División
- 1955 5e
Segunda División
- 1956 2e
Segunda División
- 1957 6e
Segunda División
- 1958 1e
Segunda División
- 1959 6e
Primera División
- 1960 7e
Primera División
- 1961 6e
Primera División
- 1962 9e
Primera División
- 1963 9e
Primera División
- 1964 3e
Primera División
- 1965 12e
Primera División
- 1966 16e
Primera División
- 1967 2e
Segunda División
- 1968 15e
Primera División
- 1969 7e
Segunda División
- 1970 4e
Segunda División
- 1971 1e
Segunda División
- 1972 13e
Primera División
- 1973 16e
Primera División
- 1974 2e
Segunda División
- 1975 9e
Primera División
- 1976 7e
Primera División
- 1977 5e
Primera División
- 1978 16e
Primera División
- 1979 2e
Segunda División
- 1980 5e
Primera División
- 1981 6e
Primera División
- 1982 6e
Primera División
- 1983 11e
Primera División
- 1984 5e
Primera División
- 1985 14e
Primera División
- 1986 8e
Primera División
- 1987 7e
Segunda División
- 1988 16e
Primera División
- 1989 18e
Primera División
- 1990 2e
Segunda División
- 1991 20e
Primera División
- 1992 4e
Segunda División
- 1993 5e
Segunda División
- 1994 2e
Segunda División
- 1995 3e
Primera División
- 1996 8e
Primera División
- 1997 4e
Primera División
- 1998 8e
Primera División
- 1999 11e
Primera División
- 2000 18e
Primera División
- 2001 2e
Segunda División
- 2002 6e
Primera División
- 2003 8e
Primera División
- 2004 9e
Primera División
- 2005 4e
Primera División
- 2006 14e
Primera División
- 2007 16e
Primera División
- 2008 13e
Primera División
- 2009 18e
Primera División
- 2010 4e
Segunda División
- 2011 1e
Segunda División
- 2012 13e
Primera División
- 2013 7e
Primera División
- 2014 20e
Primera División
- 2015 1e
Segunda División
- 2016 10e
Primera División
- 2017 15e
Primera División
- 2018 6e
Primera División
- 2019 10e
Primera División
- 2020 15e
Primera División
- 2021 6e
Primera División
- 2022 5e
Primera División
- 2023 6e
Primera División
- 2024 7e
Primera División
- 2025 6e
Primera División

- Primera División
- Segunda División
- Tercera Federación

## Eindklasseringen
| Seizoen   | №  | Clubs | Divisie            | Duels | Winst | Gelijk | Verlies | Doelsaldo | Punten |
| --------- | -- | ----- | ------------------ | ----- | ----- | ------ | ------- | --------- | ------ |
| 1994–1995 | 3  | 20    | Primera División   | 38    | 15    | 16     | 7       | 46–25     | 61     |
| 1995–1996 | 8  | 22    | Primera División   | 42    | 16    | 14     | 12      | 61–54     | 62     |
| 1996–1997 | 4  | 22    | Primera División   | 42    | 21    | 14     | 7       | 81–46     | 77     |
| 1997–1998 | 8  | 20    | Primera División   | 38    | 17    | 8      | 13      | 49–50     | 59     |
| 1998–1999 | 11 | 20    | Primera División   | 38    | 14    | 7      | 17      | 47–58     | 49     |
| 1999–2000 | 18 | 20    | Primera División   | 38    | 11    | 9      | 18      | 33–56     | 42     |
| 2000–2001 | 2  | 22    | Segunda División A | 42    | 21    | 12     | 9       | 49–32     | 75     |
| 2001–2002 | 6  | 20    | Primera División   | 38    | 15    | 14     | 9       | 42–34     | 59     |
| 2002–2003 | 8  | 20    | Primera División   | 38    | 14    | 12     | 12      | 56–53     | 54     |
| 2003–2004 | 9  | 20    | Primera División   | 38    | 13    | 13     | 12      | 46–43     | 52     |
| 2004–2005 | 4  | 20    | Primera División   | 38    | 16    | 14     | 8       | 62–50     | 62     |
| 2005–2006 | 14 | 20    | Primera División   | 38    | 10    | 12     | 16      | 34–51     | 42     |
| 2006–2007 | 16 | 20    | Primera División   | 38    | 8     | 16     | 14      | 36–49     | 40     |
| 2007–2008 | 13 | 20    | Primera División   | 38    | 12    | 11     | 15      | 45–51     | 47     |
| 2008–2009 | 18 | 20    | Primera División   | 38    | 10    | 12     | 16      | 51–58     | 42     |
| 2009–2010 | 4  | 22    | Segunda División A | 42    | 19    | 14     | 9       | 61–38     | 71     |
| 2010–2011 | 1  | 22    | Segunda División A | 42    | 25    | 8      | 9       | 85–44     | 83     |
| 2011–2012 | 13 | 20    | Primera División   | 38    | 13    | 8      | 17      | 47–56     | 47     |
| 2012–2013 | 7  | 20    | Primera División   | 38    | 16    | 8      | 14      | 57–56     | 56     |
| 2013–2014 | 20 | 20    | Primera División   | 38    | 6     | 7      | 25      | 36–78     | 25     |
| 2014–2015 | 1  | 22    | Segunda División A | 42    | 25    | 9      | 8       | 73–40     | 84     |
| 2015–2016 | 10 | 20    | Primera División   | 38    | 11    | 12     | 15      | 34–52     | 45     |
| 2016–2017 | 15 | 20    | Primera División   | 38    | 10    | 9      | 19      | 41–64     | 39     |
| 2017–2018 | 6  | 20    | Primera División   | 38    | 18    | 6      | 14      | 60–61     | 60     |
| 2018–2019 | 10 | 20    | Primera División   | 38    | 14    | 8      | 16      | 44–52     | 50     |
| 2019–2020 | 15 | 20    | Primera División   | 38    | 10    | 11     | 17      | 48–60     | 41     |
| 2020–2021 | 6  | 20    | Primera División   | 38    | 17    | 10     | 11      | 50-50     | 61     |
| 2021-2022 | 5  | 20    | Primera División   | 38    | 19    | 8      | 11      | 62-40     | 65     |
| 2022-2023 | 6  | 20    | Primera División   | 38    | 17    | 9      | 12      | 46-41     | 60     |
| 2023-2024 | 7  | 20    | Primera División   | 38    | 14    | 15     | 9       | 48-45     | 57     |
| 2024-2025 | 6  | 20    | Primera División   | 38    | 16    | 12     | 10      | 57-50     | 60     |

## In Europa
Real Betis speelt sinds 1964 in diverse Europese competities. Hieronder staan de competities en in welke seizoenen de club deelnam:
- Champions League (1x)

2005/06
- Europa League (6x)

2013/14, 2018/19, 2021/22, 2022/23, 2023/24, 2025/26
- Conference League (2x)

2023/24, 2024/25
- Europacup II (2x)

1977/78, 1997/98
- UEFA Cup (6x)

1982/83, 1984/85, 1995/96, 1998/99, 2002/03, 2005/06
- Jaarbeursstedenbeker (1x)

1964/65

## Bekende (oud-)spelers

### Spanjaarden
- Alfonso
- Pedro Contreras
- Marc Bartra
- David Belenguer
- Héctor Bellerín
- Jordi Figueras
- Pablo Fornals
- Adrián
- José Alberto Cañas
- Antonio Doblas
- Isco
- Joaquín
- Juanito
- Alejandro Pozuelo
- Álvaro Vadillo
- Sergio Canales
- Beñat Etxebarria
- Rafael Gordillo
- Luis Del Sol
- Jesé Rodríguez

### Belgen
- () Charly Musonda jr.
- Ronny Gaspercic

### Brazilianen
- Antony
- Marcos Assunção
- Denilson
- Edú
- Ricardo Oliveira

### Nederlanders
- Rafael van der Vaart
- Gerrie Mühren
- Ricky van Wolfswinkel

### Overig
- Joel Campbell
- Ryan Donk
- Achille Emana
- Nabil Fekir
- Iulian Filipescu
- Andrés Guardado
- Takashi Inui
- Wojciech Kowalczyk
- Alejandro Lembo
- Giovani Lo Celso
- Finidi George
- Mark González
- Mehmet Aurelio
- Guillermo Molins
- Jefferson Montero
- Sokratis Papastathopoulos
- Damien Perquis
- Germán Pezzella
- Ricardo
- Guido Rodríguez
- Ricardo Rodríguez
- Vitor Roque
- Johann Vogel

## Trainers
- 1911-1914 - Manuel Ramos Asensio
- 1914 - Herbert Richard Jones
- 1914-1915 - Manuel Ramos Asensio
- 1916 - Herbert Richard Jones
- 1917 - J.P. Bryce
- 1918 - Carmelo Navarro
- 1918 - Basilio Clemente
- 1920 - Salvador Llinat
- 1922 - Andrés Aranda
- 1923 - Ramón Porlan y Merlo
- 1924 - Alberto Álvarez
- 1925 - Carlos Castañeda
- 1927-1930 - Juan Armet "Kinké"
- 1930-1932 - Emilio Sampere
- 1932-1933 - Patrick O'Connell
- 1933-1934 - Patrick O'Connell
- 1934-1935 - Patrick O'Connell
- 1935-1936 - Patrick O'Connell
- 1939-1940 - Andrés Aranda
- 1940-1941 - Patrick O'Connell
- 1941-1942 - Patrick O'Connell
- 1942-1943 - Baragaño - Francisco Gómez
- 1943-1944 - Andrés Aranda
- 1944-1945 - Pedro Solé -Andrés Aranda
- 1945-1946 - Andrés Aranda - Patrick O`Connell
- 1946-1947 - Patrick O'Connell - José Suárez "Peral"
- 1947-1948 - José Quirante Pineda
- 1948-1949 - José Suárez "Peral"
- 1949-1950 - Andrés Aranda
- 1950-1951 - Andrés Aranda
- 1951-1952 - Andrés Aranda
- 1952-1953 - Manuel Olivares
- 1953-1954 - Francisco Gómez
- 1954-1955 - Francisco Gómez - Sabino Barinaga
- 1955-1956 - Pepe Valera
- 1956-1957 - Pepe Valera - Iturraspe
- 1957-1958 - Antonio Barrios
- 1958-1959 - Antonio Barrios - José Seguer
- 1959-1960 - Enrique Fernández - Sabino Barinaga
- 1960-1961 - Ferdinand Daučík
- 1961-1962 - Ferdinand Daučík
- 1962-1963 - Ferdinand Daučík - Ernesto Pons
- 1963-1964 - Domingo Balmanya
- 1964-1965 - Louis Hon - Hernández - Andrés Aranda - Ernesto Pons
- 1965-1966 - Martim Francisco - Ernesto Pons
- 1966-1967 - Luis Belló - Antonio Barrios
- 1967-1968 - César Reyes - Pepe Valera - Sabino Barinaga
- 1968-1969 - Sabino Barinaga - Fernando Daucik - Tejera
- 1969-1970 - Miguel González - Antonio Barrios
- 1970-1971 - Antonio Barrios
- 1971-1972 - Antonio Barrios - Estebán Areta - Ferenc Szusza
- 1972-1973 - Ferenc Szusza
- 1973-1974 - Ferenc Szusza
- 1974-1975 - Ferenc Szusza
- 1975-1976 - Ferenc Szusza
- 1976-1977 - Ferenc Szusza - Rafael Iriondo
- 1977-1978 - Rafael Iriondo
- 1978-1979 - García Traid - León Lasa
- 1979-1980 - León Lasa - Luis Cid Carriega
- 1980-1981 - Luis Cid Carriega
- 1981-1982 - Luis Aragonés - Rafael Iriondo - Pedro Buenaventura
- 1982-1983 - Antal Dunai - Marcel Domingo
- 1983-1984 - Pepe Alzate
- 1984-1985 - Pepe Alzate - Luis Cid Carriega
- 1985-1986 - Luis Cid Carriega - Luis del Sol
- 1986-1987 - Luis del Sol
- 1987-1988 - John Mortimore - Pedro Buenaventura
- 1988-1989 - Eusebio Ríos - Cayetano Ré - Pedro Buenaventura
- 1989-1990 - Juan Corbacho - Julio Cardeñosa
- 1990-1991 - Julio Cardeñosa - Romero - José Ramón Esnaola
- 1991-1992 - Josef Jarabinsky - Felipe Mesones
- 1992-1993 - Jorge D'Alessandro - José Ramón Esnaola
- 1993-1994 - Sergio Kresic - Lorenzo Serra Ferrer
- 1994-1997 - Lorenzo Serra Ferrer
- 1997-1998 - Luis Aragonés
- 1998-1999 - Antonio Oliveira - Vicente Cantatore - Javier Clemente
- 1999-2000 - Carlos Timoteo Griguol - Guus Hiddink - Faruk Hadzibegic
- 2000-2001 - Fernando Vázquez Pena - Luis del Sol
- 2001-2002 - Juande Ramos
- 2002-2003 - Víctor Fernández
- 2003-2004 - Víctor Fernández
- 2004-2006 - Lorenzo Serra Ferrer
- 2006-2007 - Javier Irureta - Luis Fernández - Paco Chaparro
- 2007-2008 - Héctor Cúper - Paco Chaparro
- 2008-2009 - Paco Chaparro - Josep María Nogués
- 2009-2010 - Antonio Tapia - Víctor Fernández
- 2010-2011 - Pepe Mel
- 2011-2012 - Pepe Mel
- 2012-2013 - Pepe Mel
- 2013-2014 - Pepe Mel - Juan Carlos Garrido - Gabriel Calderón
- 2014-2015 - Julio Velázquez - Juan Merino - Pepe Mel
- 2015-2016 - Pepe Mel
- 2016-2016 - Gustavo Poyet
- 2016-2017 - Victor Sánchez del Amo
- 2017-2019 - Quique Setién
- 2019-2020 - Rubi
- 2020-heden- Manuel Pellegrini

## Enkele gegevens
- Real Betis leverde tot nog toe 26 internationals aan de nationale ploeg van Spanje
- Grootste thuiszege zege ooit: Real Betis-Real Zaragoza: 7-0 (1958-1959)
- Grootste uitzege ooit: Cádiz CF-Real Betis: 0-5 (1977-1978)
- Grootste thuisnederlaag: Real Betis-Real Madrid: 0-5 (1960-1971) & Real Betis-CA Osasuna: 0-5 (2006-2007)
- Grootste uitnederlaag: Athletic Bilbao-Real Betis: 9-1 (1932-1933)
- Eerste wedstrijd in de Copa del Rey: Real Betis-FC Cartagena: 3-0 (1926)